# Mitsuru Matsumura
Pour les articles homonymes, voir Matsumura.
Mitsuru Matsumura (松村充), né le 9 avril 1957 à Yokohama au Japon, est un patineur artistique japonais, champion du Japon en 1979.

## Biographie

### Carrière sportive
Mitsuru Matsumura monte neuf fois sur le podium des championnats du Japon dont une fois sur la plus haute marche en 1979.
Il représente son pays à sept mondiaux (1975 à Colorado Springs, 1976 à Göteborg, 1977 à Tokyo, 1978 à Ottawa, 1979 à Vienne, 1980 à Dortmund et 1982 à Copenhague) et à deux olympiades (1976 à Innsbruck et 1980 à Lake Placid).
Il quitte les compétitions sportives après les mondiaux de 1982.

### Reconversion
Après sa retraite sportive, il devient entraîneur dans son pays.

## Palmarès
| Compétition             | 1973    | 1974    | 1975    | 1976    | 1977    | 1978    | 1979    | 1980    | 1981    | 1982    |  |  |  |  |
| Jeux olympiques d'hiver |         |         |         | 11e     |         |         |         | 8e      |         |         |  |  |  |  |
| Championnats du monde   |         |         | 16e     | 12e     | 8e      | 8e      | 9e      | 6e      |         | 18e     |  |  |  |  |
| Championnats du Japon   | 3e      | 2e      | 2e      | 2e      | 2e      | 2e      | 1er     | 2e      |         | 2e      |  |  |  |  |
|                         |         |         |         |         |         |         |         |         |         |         |  |  |  |  |
| Autre Compétition       | 1972/73 | 1973/74 | 1974/75 | 1975/76 | 1976/77 | 1977/78 | 1978/79 | 1979/80 | 1980/81 | 1981/82 |  |  |  |  |
| Skate Canada            |         |         |         |         | 7e      | 4e      |         |         |         |         |  |  |  |  |
| Moscou Skate            |         |         |         | 4e      |         |         |         |         |         |         |  |  |  |  |
| Trophée NHK             |         |         |         |         |         |         |         | 5e      |         |         |  |  |  |  |
|                         |         |         |         |         |         |         |         |         |         |         |  |  |  |  |